# Teleki
Teleki là một thị trấn thuộc hạt Somogy, Hungary. Thị trấn này có diện tích 8,05 km², dân số năm 2010 là 212 người, mật độ 26 người/km².